# Karl Breu
Karl Breu (10. ledna 1884 Dubňany – 17. října 1953 Beinstein) byl český iluzionista a eskapolog německé národnosti. Vystupoval pod uměleckými jmény Tom Jack a Ice King.

## Život
Karl Breu se narodil v roce 1884 v moravské obci Dubňany. Jeho otec Georg Breu byl tavičem skla a matka Juliana Hartauer pocházela ze sklářské rodiny z Lenory. Mimo Karla měli ještě dceru Lori. Hned po narození se ukázalo, že Karl má velmi neobvyklý vzhled. Díky vrozené vzácné formě albinismu měl velmi světlou pokožku, bílé kudrnaté vlasy a červené oči. Po smrti obou rodičů byl Karl vzat rodinou Hartauer do pěstounské péče (Lori měla pěstouny ve Vídni) a měl se v Lenoře stát sklářem. Zabránil tomu ale fakt, že jeho oči velmi špatně snášely denní světlo a obzvláště žár ze sklářských pecí.
Nové životní poslání Breu našel, když do Lenory zavítal cirkus. Požádal jeho ředitele o zaměstnání, nechtěl však být klaunem, nýbrž iluzionistou. Ředitel přes jisté pochybnosti souhlasil, aby se Breu s cirkusem vydal na zkušenou a ani jeho poručníci neměli námitek. Brzy již samostatně vystupoval jako kouzelník. V té době se díky svým únikům proslavil Američan Harry Houdini, který se stal Breuovým idolem a vzorem. Breu si dal umělecké jméno Tom Jack a ve svých vystoupeních se nadále zaměřil na úniky z provazů, řetězů či pout, kterými byl svázán. Se svými úniky pak vystupoval v řadě evropských zemí, přičemž pro svůj neobvyklý vzhled získal přezdívku Ice King. Vystoupení nebyla bez rizika. Breu například téměř zahynul při úniku ze sudu shozeného z Tower Bridge do řeky Temže.
Breu ve své době získal srovnatelnou popularitu s Houdinim a některé specializované encyklopedie ho řadí mezi deset nejvýznamnějších iluzionistů historie. Přesto nezapomněl na Lenoru, do které se opakovaně vracel. Vždy přitom uspořádal dobročinné vystoupení. Byl i štědrým mecenášem, jenž podporoval chudé děti a přispěl také na stavbu památníku Andrease Hartauera.
V době po první světové válce se Breu oženil s albínkou Wally Paradise, se kterou měli syna a dceru. Po ukončení své umělecké kariéry se Breu chtěl usadit v Lenoře a postavit si tam dům. Po skončení druhé světové války pomáhal americké armádě jako překladatel. Breu sice neměl nic společného s nacismem, přesto byl jako osoba německé národnosti vysídlen do Německa (tento osud potkal většinu obyvatel obce). Zemřel roku 1953 ve svém novém domově v obci Beinstein u Weiblingenu v Bádensku-Württembersku.